# Révérien Rurangwa
Révérien Rurangwa-Muzigura (Mugina, Gitarama, Ruanda 3 de juny de 1978) és un escriptor francòfon ruandès, nacionalitzat suís. L'abril de 1994, durant el genocidi ruandès dels tutsis per part dels hutus va resultar greument ferit, però va ser l'únic supervivent d'una família de 44 persones.

## Biografia
L'abril del 1994, durant el genocidi ruandès, va ser greument ferit, però va ser l'únic supervivent d'una família de 44 persones. En 1996 va tornar a Ruanda per intentar trobar possibles supervivents de la seva família, i aleshores s'assabenta que els seus atacants, que havia estat denunciats a la justícia, encara estan en llibertat. Rep diverses amenaces de mort i és atacat al carrer. Li van ser refusades nombroses demandes d'asil a les autoritats suïsses.
L'abril de 2006 va publicar un llibre, Génocidé, que ha estat traduït al suec i al japonès.
A l'episodi 225 de la 10a temporada de CSI: Crime Scene Investigation, titulat World's End, està basada en la seva història.

## Obres
- 2006 - Génocidé. A Éditions Presses de la Renaissance[4] i J'ai Lu (2007), 187 pàgines.